# 夏目家どろぼう綺談
『夏目家どろぼう綺談』（なつめけどろぼうきだん）は、テレビ朝日系で2016年1月3日に放送された単発テレビドラマである。放送時間は1時10分 - 2時10分（JST）。
「第14回テレビ朝日21世紀新人シナリオ大賞」大賞受賞作品。主演は桐谷健太。
文豪・夏目漱石の処女作『吾輩は猫である』の「誕生秘話」をフィクションとして描いたものである。

## あらすじ
第一高等学校教師の夏目金之助の家に18歳のロクが泥棒に入る。金之助に見つかるが、新しい使用人と間違われそのまま住み着くことになった。
この頃の金之助は、教え子に自殺されたことで神経衰弱を患っており、教師の仕事や家庭生活に支障が出ていた。嫌気が差し辞表をロクに持たせたが、その際にロクが読み書きが出来ないことを知る。
金之助はロクに辞書をプレゼントした。ロクは辞書の字を真似て書きまくって字を覚え、本を読みたいと思うようになる。そこで金之助は字を覚えたてのロクがわかり易い内容の本として、小説『吾輩は猫である』を書く。その頃警察へと夏目家に不審者がいるという報が入り、刑事が訪れる。

## キャスト
- 夏目金之助（漱石）  - 桐谷健太
- ロク（夏目家に忍び込む泥棒青年） - 西井幸人
- 伊佐地忠一（ロクを追う刑事） - 松田賢二
- 夏目鏡子 - 瀬戸さおり
- 高浜虚子 - 橋本淳
- 寺田寅彦 - 西村元貴
- 金之助の高校の校長 - つまみ枝豆
- 夏目恒子 - 小菅汐梨
- 夏目筆子 - 古川結凪
- 質屋の主人 - おかやまはじめ
- だんご屋の主人 - 大島蓉子
- 通行人 - 小島よしお
- 中根重一 - 久保酎吉
- 海堂藤吉（ロクのかつての雇い主） - 日野陽仁
- 海堂の息子 - ワタナベケイスケ
- 警官 - 渡辺光
- 神田竜昌、尾名正成、白石拳大、阿部考将、Sapphira Van Doorn、平上拓也

## スタッフ
- 脚本 - 東山泰子
- 監督 - 宝来忠昭
- プロデューサー - 服部宣之（テレビ朝日）、河角直樹（国際放映）
- ゼネラルプロデューサー - 佐藤凉一（テレビ朝日）
- 音響効果 - スポット
- 技術協力 - バスク
- 美術協力 - KHKアート、日映装飾
- ポスプロ - アムレック
- スタジオ - SKIPシティ（彩の国ビジュアルプラザ）
- 制作協力 - 国際放映
- 制作著作 - テレビ朝日